# Gungnyeo
Gungnyeo (궁녀?, 宮女?, GungnyeoLR, KungnyŏMR; lett. "dama di palazzo") è un termine coreano usato per riferirsi alle donne che si prendevano cura del re o di altri membri della famiglia reale nella società coreana tradizionale. È l'abbreviazione di gungjung yeogwan (궁중여관?), traducibile con "funzionario donna della corte reale", e include nella categoria le sanggung (matrone di palazzo) e le na-in (assistenti dame di corte), che detenevano entrambe il rango di funzionarie.
Il termine è usato estensivamente per includere anche le donne di classe inferiore senza un rango, come le musuri (cameriere tuttofare), le gaksimi (domestiche delle sanggung), le sonnim (domestiche delle concubine del re) e le uinyeo (donne di medicina).

## Istituzione
La prima menzione delle gungnyeo si ha nel Goryeosa, la raccolta della storia di Goryeo, periodo storico durante il quale, però, non erano definite chiaramente, e non è noto come arrivassero a servire a corte e quali procedure fossero loro applicate; si desume, perciò, che il termine fosse usato per riferirsi a tutte le donne di corte al servizio del re. Nei documenti legati a quel periodo, la posizione sociale di una gungnyeo era generalmente quella di cittadina comune o di classe inferiore, categoria alla quale appartenevano le figlie di schiavi, le concubine e i cheonmin (intoccabili). Nel ventiduesimo anno (1168) di re Uijong di Goryeo, le gungnyeo furono divise in sanggung (상궁?, 尙宮?, addette alla gestione del palazzo), sangchim (상침?, 尙寢?, addette alla biancheria da letto), sangsik (상식?, 尙食?, addette al cibo) e sangchim (상침?, 尙針?, addette al cucito). Anche le musiciste, dette yeo-ak (여악?, 女樂?), facevano parte delle gungnyeo.
L'istituzione vera e propria delle gungnyeo si ebbe nel 1392 con la nascita del regno di Joseon a opera di re Taejo e su suggerimento di Jo Jun e altri funzionari. Nel 1428, re Sejong il Grande creò un sistema dettagliato per la gestione delle gungnyeo, dividendole in naegwan (destinate agli uffici interni legati alla famiglia reale) e gunggwan (funzionarie di palazzo), e ne definì i ranghi, i titoli e la posizione sociale. Istituzionalizzò ulteriormente il sistema, apportando alcune variazioni, nel Gyeongguk daejeon (Codice completo).
Poiché durante Joseon la vita di corte era centrata attorno al re, erano necessarie molte donne di corte. Venivano assegnate al padiglione principale (대전?, 大殿?, DaejeonLR), al padiglione della regina o padiglione interno (내전?, 內殿?, NaejeonLR), al padiglione della regina madre (대비전?, 大妃殿?, DaebijeonLR) o al padiglione del principe ereditario (세자궁?, 世子宮?, SejagungLR oppure 동궁?, 東宮?, DonggungLR), ma anche ai palazzi per la venerazione degli antenati e ai palazzi annessi. Le gungnyeo che lavoravano nel palazzo principale disprezzavano quelle impiegate nei palazzi annessi, chiamandole gunggeot, "quelle al palazzo".
Il numero totale delle gungnyeo cambiò con il tempo e in base alle circostanze della corte, ma, mentre all'inizio di Joseon non erano molto numerose, con il tempo iniziarono ad aumentare. Durante il regno di re Seongjong (1469-1494), ce n'erano 105 (29 per la madre del re precedente, 27 per la regina madre e 49 per il re), mentre durante il regno di re Gojong (1863-1907) ne erano impiegate 480 (100 ciascuno per il re, la regina e la regina madre, 60 per il principe ereditario, 40 per la consorte dell'erede legittimo, 50 per il figlio del principe e 30 per la moglie di quest'ultimo).

## Scelta ed educazione

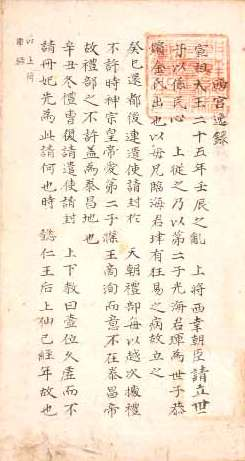
Il Gyechuk ilgi, un diario del 1613.

La scelta delle gungnyeo non avveniva a intervalli di tempo regolari. In generale, venivano scelte tra le schiave della classe dirigente piuttosto che tra le figlie dei cittadini comuni; tuttavia, se le circostanze erano favorevoli, le persone attorno al re preferivano sceglierle tra le figlie dei borghesi. Come risultato, dal regno di re Gyeongjong (1720-1724), alle figlie delle classi inferiori fu proibito di diventare gungnyeo. Secondo il Sokdaejeon (Supplemento al codice nazionale), a partire dal regno del sovrano seguente, Yeongjo, tra le gungnyeo entravano anche alcune schiave da ogni ufficio governativo.
La scelta delle gungnyeo che avrebbero ricoperto cariche importanti alla corte interna, servendo da vicino il re e la regina e occupandosi dei loro abiti, era molto severa: le candidate venivano scelte personalmente dalle dame di corte di rango più elevato, le sanggung, tra le proprie conoscenze personali o seguendo le tradizioni familiari, e molte gungnyeo in servizio raccomandavano i propri parenti. Provenivano dalla classe media, comprendente funzionari governativi istruiti, funzionari con cariche ereditarie, ufficiali militari con importanti legami familiari e figli illegittimi dei nobili, mentre le ragazze che sarebbero state assegnate ad altri reparti provenivano dal ceto inferiore. Le gungnyeo comuni entravano a palazzo all'età di dodici-tredici anni, quelle addette al cucito e al ricamo tra i sei e i tredici anni, e quelle che avrebbero servito il re e la regina tra i quattro e gli otto anni.
Le apprendiste ricevevano l'educazione necessaria per diventare gungnyeo provette, e imparavano il linguaggio di corte, il comportamento da tenere giornalmente, e a scrivere nel gungche, lo stile di palazzo. Alcune gungnyeo hanno lasciato delle raffinate opere di calligrafia scritte in hangŭl e usando lo stile gungche, come il Gyechuk ilgi (Diario dell'anno gyechuk, cioè il 1613) e lo Inhyeon wanghu jeon (Storie della regina Inhyeon), considerati eccellenti esempi della "letteratura di palazzo".
Le gungnyeo ricevevano un salario in base al loro rango e alle loro necessità, e non era fisso, ma variava in base alle circostanze economiche del tempo. A parte in poche occasioni speciali, le gungnyeo rimanevano chiuse a palazzo per tutta la vita e lo lasciavano solo una volta vecchie o malate perché, a parte il re e la sua famiglia, nessuno, nemmeno le concubine, poteva morire al suo interno. Un certo numero di gungnyeo poteva essere liberato da palazzo in tempo di siccità per placare la calamità naturale, ma le loro azioni erano limitate, non potevano sposarsi, né contattare uomini o altre donne.

## Organizzazione

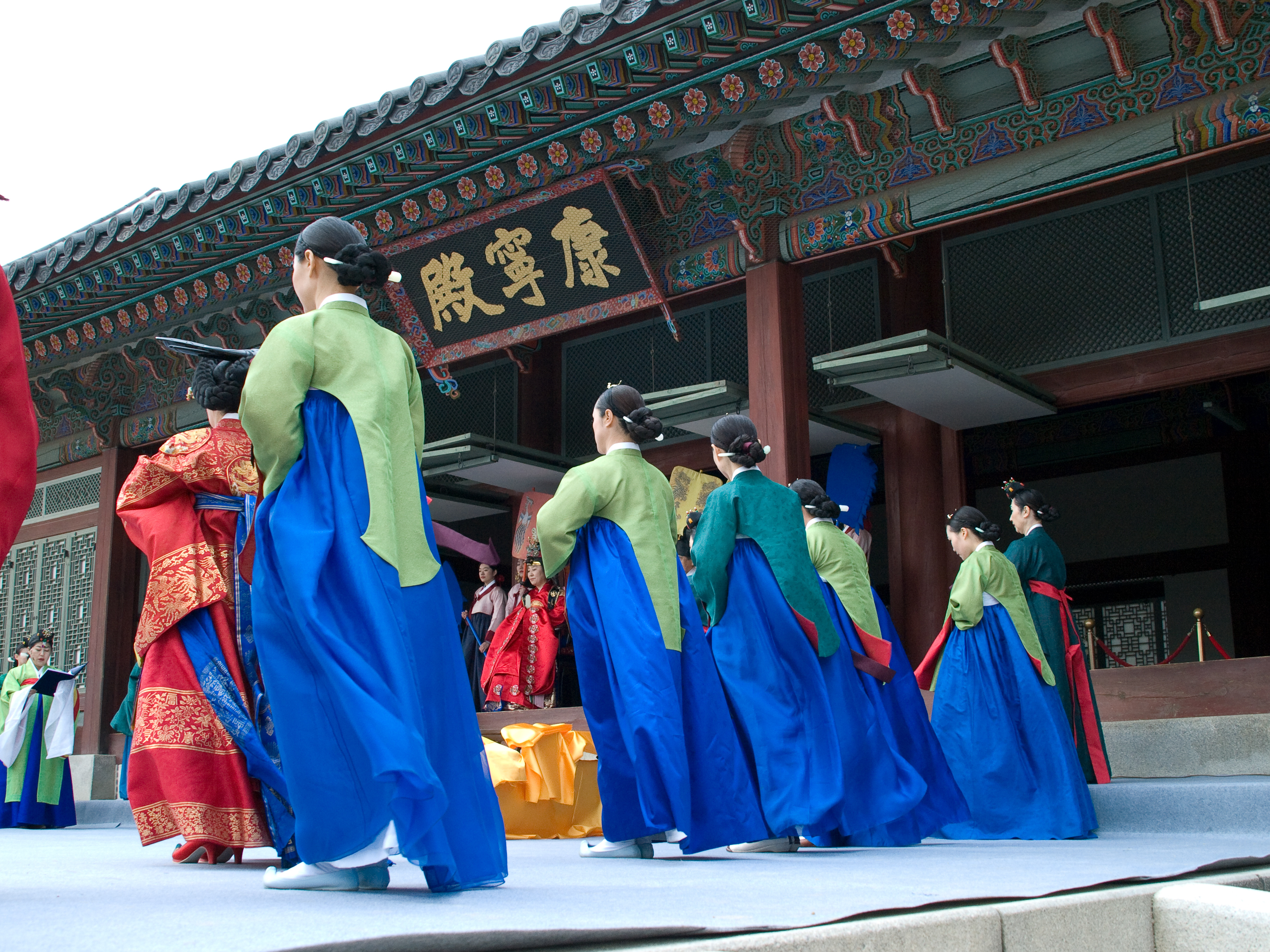
Delle gungnyeo vestite con la giacca dangui e la gonna chima delle na-in.

Le gungnyeo erano supervisionate da dei sovrintendenti e dalle sanggung, che avevano il rango più elevato, anche se non sempre le appartenenti allo stesso rango avevano anche la stessa posizione sociale.
Le ragazze che non avevano ancora raggiunto il gwallye (관례?, 冠禮?), cioè la maggior età secondo il confucianesimo, venivano definite "na-in apprendiste" ed erano divise in due gruppi, saenggaksi e gaksi. Il termine saenggaksi deriva dall'acconciatura saengmeori portata dalle ragazze, ed era usato solo nella corte interna, nella sartoria e nella ricameria. Dopo quindici anni di servizio a palazzo, le na-in apprendiste venivano promosse a na-in e iniziavano a indossare la giacca dangui color giada e la chima (una gonna voluminosa) color blu marino. I capelli venivano invece raccolti in una crocchia sulla nuca, e portavano sulla testa una forcina nota con il nome di cheopji.
Una na-in poteva essere promossa a sanggung dopo almeno quindici anni di servizio. Le jejo sanggung (제조상궁?, 提調尙宮?) o keunbang sanggung (큰방상궁?) erano a capo di tutte le gungnyeo, ricevevano gli ordini dal re e si occupavano del padiglione della regina, esercitando a volte anche un'influenza politica. Le bujejo sanggung (부제조상궁?, 副提調尙宮?) o arigo sanggung (아리고상궁?, 阿里庫尙宮?), gestivano gli oggetti conservati accanto al padiglione della regina. Le jimil sanggung (지밀상궁?, 至密尙宮?) o  daeryeong sanggung (대령상궁?) si occupavano da vicino del re o della regina. Le bomo sanggung (보모상궁?, 保姆尙宮?) si occupavano dei principi e delle principesse, e coloro che servivano il principe ereditario erano le più importanti del gruppo. Le sinyeo sanggung (시녀상궁?, 侍女尙宮?) assistevano il re, la regina e la regina madre durante le cerimonie nazionali o i banchetti, oltre a gestire i libri e i documenti delle jimil sanggung. Le gamchal sanggung (감찰상궁?, 監察尙宮?) erano incaricate delle ricompense e delle punizioni delle loro sottoposte.
Estensivamente, il termine gungnyeo include anche le musuri (무수리?), le gaksimi (각심이?), le sonnim (손님?) e le uinyeo (의녀?, 醫女?). Le musuri erano delle cameriere tuttofare, che si occupavano di mansioni quali cavare l'acqua dal pozzo o preparare il fuoco, in ogni residenza della corte. Le gaksimi erano domestiche, cameriere o sarte alle residenze private delle sanggung nei loro giorni di riposo; il loro salario mensile era pagato dallo Stato e venivano anche chiamate bangja (방자?), termine che indica un impiegato presso un ufficio governativo. Le sonnim erano le domestiche delle concubine del re, spesso imparentate con loro e da queste stipendiate, e provenivano da fuori dal palazzo. Le uinyeo erano donne di medicina affiliate alla clinica reale (내의원?, 內醫院?, Nae-ui-wonLR) che curavano le gungnyeo con l'agopuntura e facevano da levatrici quando la consorte o le concubine del re partorivano; in caso di banchetti a corte, si trasformavano in gisaeng. Furono create durante il regno di re Taejong perché le consorti, le concubine e le gungnyeo, a causa della rigida segregazione sessuale confuciana del tempo, preferivano morire piuttosto che farsi visitare da un uomo. Per la posizione furono scelte inizialmente delle schiave dagli uffici governativi o di stoccaggio, ma, essendo delle intoccabili ignoranti, il sistema non diede molti frutti. Le uinyeo sopravvissero fino alla fine di Joseon e scomparvero con l'arrivo a corte dei dottori occidentali.
Le gungnyeo erano in servizio presso il jimil (지밀?, 至密?), il quartiere interno addetto alla famiglia reale; il chimbang (침방?, 針房?), la sartoria; il subang (수방?, 繡房?), la ricameria; il sojubang (소주방?, 燒廚房?), la cucina, composta da diciassette edifici e divisa in naesojubang (내소주방?, 內燒廚房?), la cucina interna per i pranzi giornalieri, oesojubang (외소주방?, 外燒廚房?), la cucina esterna dove veniva preparato il cibo per i banchetti e le offerte rituali, e saengmulbang (생물방?, 生物房?), che si occupava invece degli spuntini del re; il saenggwabang (생과방?, 生果房?), che si occupava di bevande e dolci; e il sedapbang (세답방?), la lavanderia. 
Oltre a questi reparti, ne esistevano altri quattro: il sesugan (세수간?, 洗手間?) si occupava di lavare il re e la regina; il toeseongan (퇴선간?, 退膳間?), dove il cibo preparato in cucina veniva disposto; il bogicheo (복이처?, 僕伊處?), che si occupava dei fuochi; e il deungchokbang (등촉방?, 燈燭房?), addetto a candele e lanterne.

## Ranghi
Le gungnyeo erano subordinate alla regina e il loro rango andava dal nono, il più basso, al quinto, il più alto:
- 5° rango superiore – Sanggung (상궁?, 尙宮?) e sangui (상의?, 尙儀?), "concubina reale". Veniva conferito con decreto dalla regina a coloro che avevano avuto un rapporto sessuale con il re.
- 5° rango inferiore – Sangbok (상복?, 尙服?) e sangsik (상식?, 尙食?), "prima dama di palazzo". Guidava il segretariato della regina.
- 6° rango superiore – Sangchim (상침?, 尙寢?) e sanggong (상공?, 尙功?), "capo dama di palazzo". Guidava, ad esempio, la cucina reale.
- 6° rango inferiore – Sangjeong (상정?, 尙正?) e sanggi (상기?, 尙記?)
- 7° rango superiore – Jeonbin (전빈?, 典賓?), jeonui (전의?, 典依?) e jeonson (전선?, 典膳?). Era a capo di un'attività specifica.
- 7° rango inferiore – Jeonseol (전설?, 典設?), jeonje (전제?, 典製?) e jeoneon (전언?, 典言?)
- 8° rango superiore – Jeonchan (전찬?, 典贊?), jeonsik (전식?, 典飾?) e jeonyak (전약?, 典藥?)
- 8° rango inferiore – Jeondeung (전등?, 典燈?), jeonchae (전채?, 典彩?) e jeonjeong (전정?, 典正?)
- 9° rango superiore – Jugung (주궁?, 奏宮?), jusang (주상?, 奏商?) e jugak (주각?, 奏角?)
- 9° rango inferiore – Jubyeonchi (주변치?), juchi (주치?), juu (주우?, 奏羽?) e jubyeongung (주변궁?, 奏變宮?)